# Abelardo Riera Fernández
Abelardo Riera Fernández (L'Entregu, 13 de desembre de 1912 - Madrid, 11 de setembre de 1982) fou un futbolista espanyol de la dècada de 1930.

## Trajectòria
Fou jugador del Reial Oviedo, amb qui jugà a primera divisió les temporades 1935-36 i 1940-41. La temporada 1939-40 jugà breument al FC Barcelona. Es donà el fet que, just acabada la Guerra Civil espanyola al camp de l'Oviedo no es podia jugar a futbol i el club no pogué disputar cap competició. Per no passar tot l'any sense jugar, Abelardo Riera, Emilín i Herrerita ingressaren aquella temporada al Barcelona.